# 9855 Thomasdick
A 9855 Thomasdick (ideiglenes jelöléssel 1991 CU) a Naprendszer kisbolygóövében található aszteroida. Robert H. McNaught fedezte fel 1991. február 7-én.